# Ferrari 312 P
La 312 P è una autovettura da competizione costruita dalla Ferrari e che ha debuttato nel Campionato del mondo sportprototipi del 1969 nella categoria Gruppo 6 cioè prototipi senza alcun obbligo di un numero minimo di esemplari da produrre per l'omologazione e senza sostanziali vincoli di peso o dimensionali.

## Contesto
Dopo aver boicottato il mondiale 1968 per protesta contro le nuove regole che avevano di fatto vietato di poter schierare la 330 P4 da 4 litri, vincente nel Mondiale 1967, la Ferrari costruì un altro prototipo da 3.000 cm³ nell'inverno del 1968, denominata “312 P”. Il V12 a 60° di quest'ultima era direttamente derivato dal 3 litri (1968-1969)  della 312, che gareggiava in Formula 1. 
Fu allestita dapprima una versione tipo barchetta (numeri di telaio 0868 e 0870) ed una chiusa berlinetta (numero di telaio 0872). A metà Campionato anche la seconda barchetta (0870) fu trasformata in berlinetta. Furono costruiti in totale tre esemplari che comportarono una spesa complessiva di circa 60 milioni di Lire e l'impiego di oltre 10.000 ore lavorative. 
La Ferrari schierò una sola vettura nella maggior parte delle competizioni, tranne che alla 1000 km di Monza e alla 24 Ore di Le Mans dove furono schierati due esemplari. La Ferrari 312 P fronteggiò una folta schiera di Porsche 907, di 908 e di Porsche 917, sia della Casa costruttrice tedesca, sia di piloti privati. Completavano lo schieramento dell'anno altri prototipi da 3.000 cm³ come la Matra MS650 o l'Alpine A220 e vetture sport da 5 litri di cilindrata, come la Lola T70 MK III e la Ford GT40 Mk1 di John Wyer.
La 312 P era potente e veloce, ma il tentativo della Ferrari di vincere il Mondiale schierando una, o al massimo due vetture, fu perdente contro avversari più organizzati e con maggiori disponibilità economiche. A dimostrazione della difficoltà di emergere nella competizione mondiale, basta ricordare come la Ford P68 con motore Ford Cosworth DFV da Formula 1, che era una delle dirette concorrenti, fallì completamente la stagione 1968 e si ritirò a metà del 1969.

## Risultati sportivi

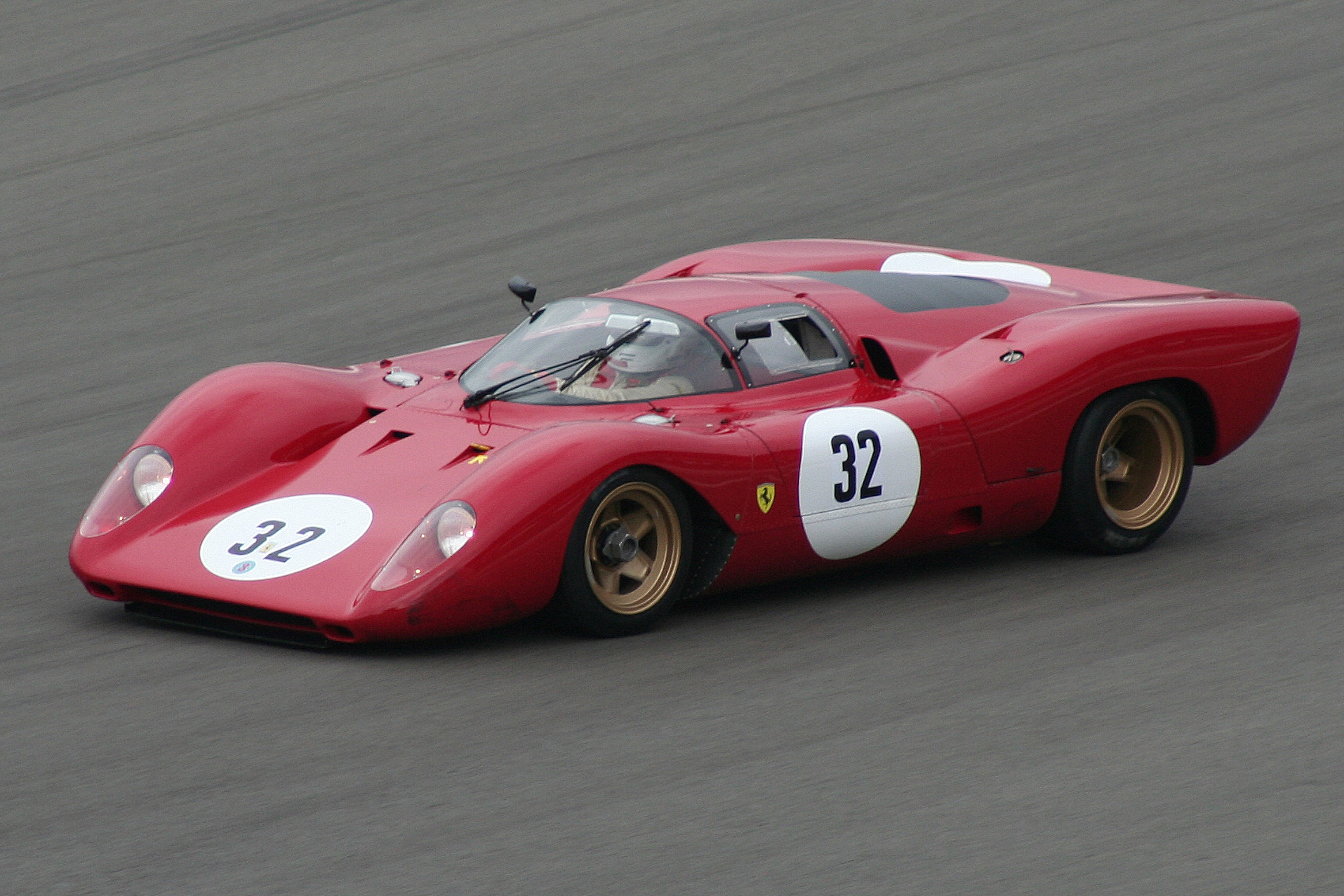
La Ferrari 312 P in versione coupé, usata a Le Mans

Saltata la 24 ore di Daytona per un ritardo di preparazione, alla 12 Ore di Sebring la spider arrivò sorprendentemente seconda dietro alla Ford GT40 di Ickx-Oliver del JWA Gulf Team. Alla BOAC 500 corsa nel tortuoso circuito del Kent lo stesso esemplare, a lungo secondo, fu alla fine quarto dietro a tre Porsche 908-01. Alla 1000 km di Monza, Chris Amon conquistò la pole position con la 312 P spider davanti alla 908-01 di Jo Siffert, ma le due barchette dovettero entrambe ritirarsi per guasto (telaio 0870) e per incidente (telaio 0868). La Ferrari non partecipò alla Targa Florio, guadagnò uno splendido secondo posto alla 1000 km di Spa-Francorchamps e si ritirò alla 1000 km del Nürburgring, dove dominò ancora la Porsche 908/02, ma dove il Prototipo Ferrari fece segnare il record sul giro e mantenne a lungo il secondo posto. La 312 P partecipò quindi alla 24 Ore di Le Mans del 1969, ancora con due esemplari, ma questa volta con la versione berlinetta. Sulla griglia di partenza erano quinta (Amon-Schetty) e sesta (Rodríguez-Piper), ma anche questa volta nessuna delle due finì la gara. In particolare quella di Chris Amon fu sfortunatissima, perché finì al primo giro sui rottami incendiati della Porsche 917 di John Woolfe e fu talmente danneggiata da doversi ritirare.
Durante la stagione 1969, l'apparizione della Porsche 917, pur con i suoi problemi tecnici e di stabilità, mise in evidenza che solo un simile 5 litri sarebbe stato in grado di primeggiare nella stagione successiva. Già dalla metà del 1969 la Ferrari grazie a un nuovo accordo di collaborazione con la Fiat ebbe la possibilità di realizzare 25 esemplari di una nuova vettura della categoria Sport, la 512 S con motori V12 da 5 litri di cilindrata.
Alla fine della stagione le due 312 P rimanenti furono vendute alla N.A.R.T., la scuderia automobilistica di Luigi Chinetti importatrice di Ferrari negli USA, anche perché la Casa automobilistica del Cavallino rampante puntava sulla potente 512 S. Con la N.A.R.T., le 312 P furono lanciate nelle competizioni automobilistiche statunitensi da prima nella serie Can-Am nella gara di Bridgehampton (un solo esemplare con alla guida Rodríguez) e quindi nel Mondiale Marche 1970, sia nella 24 Ore di Daytona, dove si piazzarono quarta e quinta, che nella 12 Ore di Sebring dove un solo esemplare terminò la corsa al sesto posto. La Ferrari 312P tornò in Europa per la 24 Ore di Le Mans del 1970, dove solo un esemplare fu presentato al via nella classe prototipi da 3 litri di cilindrata. Con la concorrenza di non meno di undici Ferrari 512 S, di numerose Porsche 917 cinque litri, Alfa Romeo e Matra, la 312 P non tenne il ritmo, ma fu tra le 16 vetture che completarono la corsa abilmente guidata da Tony Adamowicz e Chuck Parsons.
Dal 1970 tuttavia era già noto che le 5 litri di cilindrata sarebbero state vietate dalla Commissione Sportiva Internazionale alla fine della stagione 1971. La Ferrari abbandonò quindi la 512 S solo dopo una stagione, per provare la nuova 312 PB nel 1971 per poche gare con il nuovo motore V12 piatto, con l'intenzione di competere nel 1972.

## Esemplari esistenti
Attualmente i due esemplari sopravvissuti sono in Francia (telaio 08070) presso il museo Mas du Clos e in Svizzera (0872) vicino a Zurigo. Quest'ultima vettura è spesso presente alle gare per vetture "veteran", con l'assistenza della Edi Wyss Engineering che ha svolto un profondo restauro tecnico-estetico. La vettura è stata inoltre presentata allo show per auto storiche di Pebble Beach nel 2009 suscitando vasta ammirazione, e nel 2015 al Festival of Speed di Goodwood.